# A Willamette Egyetem nevezetes hallgatóinak listája
Az alábbi listán a Willamette Egyetem nevezetes hallgató szerepelnek.

## Lista
- Andy Tillman, az amerikai lámaipar alapítója[1]
- Al Siebert, pszichológus[2]
- Alex J. Mandl, az AT&T alelnöke[3]
- Alonzo Gesner, szenátor[4]
- Andrew Halcro, politikus[5]
- Bert E. Haney, bíró[6]
- Bob Packwood, politikus[7]
- Bob Smith, politikus[8]
- Bruce Anderson, amerikaifutball-játékos[9]
- Cal Lee, amerikaifutball-edző[10]
- Charles A. Johns, bíró[11]
- Charles B. Bellinger, bíró[12]
- Charles B. Moores, házelnök[1]
- Charles L. McNary, politikus[1]
- Charles S. Moore, az államkincstár vezetője[13]
- Chauncey Hosford, oktató[14]
- Dale T. Mortensen, politikus[15]
- Daniel Jones, lelkész, az egyetem első afroamerikai hallgatója[16]
- Daryl Chapin, az első szilícium félvezetőn alapuló napelem kifejlesztője[17]
- Dick Weisgerber, amerikaifutball-játékos[18]
- Edith Green, politikus[19]
- Edward Curtis Wells, a Boeing alelnöke[20]
- Frank K. Wheaton, oktató, ügyész[21]
- Frederick Schwatka, felfedező[22]
- George M. Brown, államügyész[11]
- Gerald L. Pearson, az első szilícium félvezetőn alapuló napelem kifejlesztője[23]
- Herb Schmalenberger, amerikaifutball-edző[24]
- James Albaugh, a Boeing alelnöke[25]
- James Cuno, történész[26]
- James M. Brown, államügyész[27]
- James Martin Fitzgerald, bíró[28]
- Jeff Kruse, szenátor[29]
- John B. Waldo, bíró[30]
- John Hugh McNary, bíró[31]
- John N. Williamson, politikus[11]
- John W. Reynolds, a jogi intézet dékánja[32]
- Joseph K. Gill, kereskedő[11]
- Laurie Monnes Anderson, politikus[33]
- Liz Heaston, az első amerikaifutball-góllövő nő[34]
- Marie Watt, művész[35]
- Melvin Clark George, politikus[11]
- Merrill Moores, politikus[36]
- Nancy Ryles, politikus[37]
- Nick Symmonds, olimpikon futó[1]
- Parish L. Willis, szenátor[1]
- Peter K. Manning, oktató[38]
- Randall B. Kester, bíró[39]
- Richard Laymon, író[40]
- Richard Williams, politikus[41]
- Robert A. Miller, politikus[42]
- Robert Eakin, bíró[43]
- Ron Saxton, ügyész[44]
- Sam Farr, politikus[1]
- Samuel T. Richardson, oktató, a jogi intézet dékánja[45]
- Skip Priest, politikus[46]
- Terry Cooney, baseballjátékos[47]
- Theodore Thurston Geer, Oregon kormányzója[11]
- Thomas A. Bartlett, a New York-i Állami Egyetem és az Oregoni Egyetemrendszer kancellárja[48]
- Tobias Read, az államkincstár vezetője[49]
- Vic Snyder, politikus[50]
- William Waldo, az állami szenátus elnöke[51]
- Winifred Byrd, zongorista[52]
- Winlock W. Steiwer, politikus[1]

### Jogi Főiskola
- Albin W. Norblad, körzeti bíró[1]
- Amanda Marshall, ügyész[1]
- Benjamin Settle, szövetségi bíró[1]
- Berkeley Lent, bíró[1]
- Bob Mionske, kerékpárversenyző[1]
- Bruce Botelho, Alaszka államügyésze[53]
- Charles Swindells, üzletember, nagykövet[54]
- Conde McCullough, építőmérnök[1]
- Douglas H. Bosco, politikus[1]
- Edward H. Howell, bíró[55]
- E. M. Page, bíró[1]
- Faith Ireland, bíró[56]
- Fern Hobbs, Oswald West kormányzó titkára[1]
- Greg Zerzan, a szövetségi államkincstár pénzügyi miniszterhelyettese[57]
- Isaac Homer Van Winkle, államügyész[1]
- J. R. Campbell, bíró[58]
- James Martin Fitzgerald, bíró[1]
- James W. Mott, politikus[1]
- Jay Bowerman, Oregon egykori kormányzója[1]
- Jay Inslee, Washington állam kormányzója[1]
- Jeffrey Grayson, üzletember, fehérgalléros bűnöző[59]
- Jennifer Williamson, politikus[1]
- John F. Steelhammer, Oregon házelnöke[1]
- John McCourt, jogász[1]
- Joshua Kindred, bíró[60]
- Kenneth S. Stern, védőügyvéd[61]
- Kim Wallan, politikus[62]
- Leon Rene Yankwich, szövetségi bíró[1]
- Lesil McGuire, politikus[1]
- Lisa Murkowski, szenátor[1]
- Mark Hatfield, szenátor[1]
- Norma Paulus, Oregon államminisztere[1]
- Otto Richard Skopil Jr., szövetségi bíró[63]
- Paul De Muniz, a Legfelsőbb Bíróság elnöke[1]
- Susan M. Leeson, bíró[64]
- Stephen K. Yamashiro, Hawaii Hawaii megyéjének vezetője[65]
- Steven Powers, fellebbviteli bíró[66]
- Thomas Hemingway, a légierő dandártábornoka[1]
- Virginia Linder, bíró[67]
- Wallace P. Carson Jr., a Legfelsőbb Bíróság elnöke[1]
- Walter C. Winslow, bíró[1]
- William M. McAllister, bíró[68]
- Willis C. Hawley, politikus[1]

### Egyéb
Az alábbi listán az MBA-képzés és a megszűnt Orvosi Főiskola hallgatói szerepelnek.
- Augustus C. Kinney, TBC-kutató[11]
- David Gomberg, politikus[69]
- Harry Lane, szenátor, Portland polgármestere[70]
- Jason Atkinson, politikus[71]
- Levi L. Rowland, a Monmouthi Keresztén Főiskola (ma Nyugat-oregoni Egyetem) rektora[72]
- Loyal B. Stearns, politikus[11]
- Patricia Price, producer[73]
- Punit Renjen, üzletember[74]
- Sandy Baruah, a Bush-kormány kereskedelmi miniszterhelyettese[75]

## Fordítás
- Ez a szócikk részben vagy egészben  a   List of Willamette University alumni című angol Wikipédia-szócikk ezen változatának fordításán alapul.  Az eredeti cikk szerkesztőit annak laptörténete sorolja fel. Ez a jelzés csupán a megfogalmazás eredetét és a szerzői jogokat jelzi, nem szolgál a cikkben szereplő információk forrásmegjelöléseként.